# Ciborij
Cibórij (lat. ciborium, iz antične grščine κιβώριον [kibōrion] = kovan kelih tudi ohišje) je lahko: 
- posoda, ki jo v Rimskokatoliški cerkvi in v nekaterih drugih cerkvah uporabljajo za shranjevanje posvečenih hostij ali
- kamnit oltarni nastavek na stebrih ali stenski tabernakelj.

## Ciborij - posoda
Ciborij ima kovinski pokrov, na katerem je pogosto majhen križ. Poleg tega je ciborij včasih pokrit s prtičem. V gotiki ga začnejo lepšati s podstavkom, podobno kakor kelih. V novejšem času ga vedno bolj izdelujejo v obliki plitve posode, primerne za obhajilo vernikov. 
Duhovnik pri posvetitvi evharistiji po navadi posveti več hostij, kot jih potem razdeli vernikom. Preostale hostije spravi s ciborijem vred v tabernakelj. Naslednjič med mašo duhovnik ciborij spet vzame iz tabernaklja in hostije deli vernikom (obhajilo). 
Včasih se izraz ciborij uporablja tudi za poseben element cerkvene arhitekture - to je posebna strehica ali baldahin nad oltarjem. 

## Zgodovina
Starodavna grška beseda izhaja iz semena skodeličastega egiptovskega lokvanja nelumbium speciosum in opisuje skodelico za pitje, narejeno iz tega lupine semena ali  podobni obliki. Te posode so bile še posebej pogoste v Egiptu in na grškem vzhodu. Beseda "ciborij je bila uporabljena tudi v klasični latinščini za opis takšne skodelice, čeprav je edini ohranjen primer v eni Horacijevi odi (2.7.21-22). 
V srednjeveški latinščini in v angleščini se "ciborij" bolj pogosto nanaša na pokrito posodo, ki se uporablja v rimokatoliški, anglikanski, luteranski in s tem povezanimi cerkvami za shranjevanje posvečenih hostij zakramenta svetega obhajila. Spominja na obliko keliha, vendar je njegova skleda bolj okrogla kot stožčasta in je dobila ime po pokrovu , na katerem je križec ali druga sveta oblika. V zgodnje krščanski cerkvi obhajilo ni bilo v cerkvah zaradi strahu pred bogokletstvom ali skrunitvijo. Kasneje so bili prvi ciboriji shranjeni doma. da so bili pri roki za obred, kadar so bili potrebni. V cerkvah ciborij navadno hranijo v tabernaklju ali zakramentariju. V nekaterih primerih je lahko pokrit, kar označuje prisotnost posvečene hostije. Ciborij je običajno izdelan iz plemenite kovine ali z njo vsaj prevlečen.
Druge posode za hostije so še patena (majhna ploščica) ali bazen (za hlebce kruha namesto rezin) in se uporabi v trenutku posvetitve in distribucije v času glavne službi sv. evharistije. Piks (majhna okrogla posodica) se običajno uporablja za bolne ali zaprte.